# Tadami (Fukushima)
Tadami (只見町 Tadami-machi?) es un pueblo localizado en la prefectura de Fukushima, Japón. En junio de 2019 tenía una población de 4.206 habitantes y una densidad de población de 5,63 personas por km². Su área total es de 747,56 km².

## Geografía

### Municipios circundantes
- Prefectura de Fukushima
  - Minamiaizu
  - Hinoemata
  - Kaneyama
  - Shōwa
- Prefectura de Niigata
  - Uonuma
  - Sanjō
  - Aga

## Demografía
Según datos del censo japonés, la población de Tadami ha disminuido en los últimos años.
| Año del censo | Población |
| ------------- | --------- |
| 1995          | 5.804     |
| 2000          | 5.557     |
| 2005          | 5.284     |
| 2010          | 4.932     |
| 2015          | 4.470     |